# Mark Osborne (Eishockeyspieler)
Mark Anatole Osborne (* 13. August 1961 in Toronto, Ontario) ist ein ehemaliger kanadischer Eishockeyspieler, der im Verlauf seiner aktiven Karriere zwischen 1981 und 1995 unter anderem 1006 Spiele für die Detroit Red Wings, New York Rangers, Toronto Maple Leafs und die Winnipeg Jets in der National Hockey League auf der Position des linken Flügelstürmers  bestritten hat. Seinen größten Karriereerfolg feierte Osborne in Diensten der Adirondack Red Wings mit dem Gewinn des Calder Cup der American Hockey League im Jahr 1981.

## Karriere
Mark Osborne absolvierte in seiner Jugend zwischen 1978 und 1981 drei Spielzeiten für die Niagara Falls Flyers in der Ontario Major Junior Hockey League sowie der Ontario Hockey League. Am Ende seiner zweiten Saison für die Flyers wurde er beim NHL Entry Draft 1980 in der dritten Runde an insgesamt 46. Position von den Detroit Red Wings ausgewählt. Für die Red Wings war er in zwei Saisons von 1981 bis 1983 aktiv, bevor er am 13. Juni 1983 zusammen mit Mike Blaisdell und Willie Huber zu den New York Rangers transferiert wurde.
Seine erfolgreichste Saison bei den Rangers hatte der Flügelstürmer in der NHL-Spielzeit 1985/86, als er mit seiner Mannschaft das Prince-of-Wales-Conference-Finale erreichte. Dort unterlagen die „Blueshirts“ dem späteren Stanley-Cup-Sieger Canadiens de Montréal in der Best-of-Seven-Serie nach fünf Spielen mit 1:4. Nach 58 Spielen in der darauffolgenden Saison wurde Mark Osborne am 5. März 1987 im Tausch gegen Jeff Jackson und ein Drittrunden-Wahlrecht für den NHL Entry Draft 1989 an die Toronto Maple Leafs abgegeben.
Nach dreieinhalb Spielzeiten für die Leafs wurde Osborne am 10. November 1990 abermals transferiert. Zusammen mit Eddie Olczyk wurde er zu den Winnipeg Jets geschickt. Toronto erhielt im Gegenzug die Spieler David Ellett und Paul Fenton. Für die Jets lief der Stürmer saisonübergreifend jedoch nur in 80 Partien auf, bevor er am 10. März 1992 im Austausch gegen Lucien DeBlois zurück zu den Toronto Maple Leafs transferiert wurde. Bei seinem zweiten Engagement in Toronto unterlag er zwei Mal in Folge mit seiner Mannschaft im Conference-Finale: 1993 im Campbell-Conference-Finale gegen die Los Angeles Kings, sowie 1994 im Western-Conference-Finale gegen die Vancouver Canucks.
Im Anschluss daran unterschrieb Mark Osborne einen Vertrag bei den New York Rangers, für die er eine Spielzeit lang aktiv war und daraufhin seine NHL-Karriere beendete. Danach war er als Spielertrainer bei den Cleveland Lumberjacks aus der International Hockey League sowie von 1998 bis 2000 als Assistenztrainer des Ontario-Hockey-League-Klubs Toronto St. Michael’s Majors tätig.

## Erfolge und Auszeichnungen
- 1981 Calder-Cup-Gewinn mit den Adirondack Red Wings

## Karrierestatistik
(Legende zur Spielerstatistik: Sp oder GP = absolvierte Spiele; T oder G = erzielte Tore; V oder A = erzielte Assists; Pkt oder Pts = erzielte Scorerpunkte; SM oder PIM = erhaltene Strafminuten; +/− = Plus/Minus-Bilanz; PP = erzielte Überzahltore; SH = erzielte Unterzahltore; GW = erzielte Siegtore; 1 Play-downs/Relegation; Kursiv: Statistik nicht vollständig)